# Paranemastoma brevipalpatum
Paranemastoma brevipalpatum is een hooiwagen uit de familie aardhooiwagens (Nemastomatidae). De originele naamcombinatie (protoniem) was Nemastoma brevipalpatum Roewer, 1951. Een volgende naamrecombinatie werd gepubliceerd als Paranemastoma brevipalpatum (Roewer, 1951) in Prieto 2008.